# Alcea hyrcana
Alcea hyrcana là một loài thực vật có hoa trong họ Cẩm quỳ. Loài này được Grossh. mô tả khoa học đầu tiên năm 1949.